# Met dank aan jou
Met dank aan jou is een lied van het Nederlandse muziekduo Nick & Simon. Het werd in 2015 als single uitgebracht en stond in hetzelfde jaar als vierde track op het album Open.

## Achtergrond
Met dank aan jou is geschreven door Gordon Groothedde en Nick Schilder en geproduceerd door Groothedde. Het is een nummer uit de genres poprock en palingpop. In het lied zingen de artiesten over hoe zij zich beter voelen na een relatiebreuk. De bijbehorende videoclip werd opgenomen in muziekzaal Paradiso tijdens de presentatie van het album Open. Op de B-kant van de single staan drie verschillende liveversies van nummers; van Met dank aan jou, Het is wat het is en Voelt zo goed. Deze liveversies zijn ook opgenomen tijdens de albumpresentatie. 

## Hitnoteringen
De zangers hadden weinig succes met het lied in Nederland. Het had geen notering in de Single Top 100 en ook de Top 40 werd niet bereikt; het lied bleef steken op de zevende plaats van de Tipparade.